# Музей изобразительного искусства (Страсбург)
Музей изобразительного искусства Страсбурга (фр. Musée des Beaux-Arts de Strasbourg) — собрание живописи и скульптуры старых мастеров во французском городе Страсбург.

## Общие сведения
С 1898 года музей расположен на первом и втором этажах выполненного в стиле позднего барокко Дворца Рогана. В собрание входит около 865 картин (на 2009 год) периода от XIV столетия и до 1870 года, из которых в постоянной экспозиции находятся 250. В собрании находятся работы европейских художников начиная с XIV века и художников из региона Верхнего Рейна (начиная с 1681 года — с вхождения Эльзаса в состав Франции). Произведения верхнерейнских художников Средневековья и эпохи Возрождения можно увидеть в находящемся по соседству страсбургском музее Нотр-Дам).

## История
В первое городское художественное собрание (1801), составленное во время Великой французской революции, вошли произведения искусства, конфискованные в закрытых церквях и монастырях. Позднее оно пополнялось за счёт частных дарений и государственной помощи, передававшей в страсбургское собрание полотна из Лувра во время Франко-прусской войны. 24 августа 1870 года всё картинное собрание было уничтожено пожаром, возникшим во время обстрела города прусской артиллерией. После окончания военных действий в Страсбурге, отошедшем с Эльзасом к Германии, в 1890 году музей был восстановлен. В 1931 году часть коллекции (средневековое верхнерейнское и эльзасское искусство) перешла к музею Нотр-Дам. Из собрания произведений, созданных после 1870 года, в свою очередь, был образован страсбургский Музей современного искусства.
13 августа 1947 года возникший в здании пожар уничтожил часть экспозиции, в том числе работы Франческо Гварди, Лукаса Кранаха Старшего, Томаса де Кейзера и некоторых других мастеров. Для восстановления коллекции на средства из страховочной премии были приобретены новые полотна. Также собрание постоянно пополняется за счёт дарений — итальянских картин (в 1987 и 1994 годах от коллекционеров Отона Кауфмана и Франсуа Шлагетера), нидерландских картин (в 2004 за счёт меценатов Роджера и Элизабет Эйзенбет) и других.

## Коллекция музея
Главной ценностью музея является собрание живописи. Особенно полно в ней представлены работы мастеров итальянского Возрождения: Джотто, Боттичелли, Кривелли, Липпи, Чимы да Конельяно, Пьеро ди Козимо, Веронезе, Рафаэля и др. Коллекция фламандской и нидерландской живописи включает в себя работы Рубенса, ван Дейка, Йорданса, де Хоха, Кальфа, Класа, де Витте. В коллекцию французской живописи входят произведения Вуэ, Лоррена, Ватто, Буше, Шардена, Делакруа, Шассерио, Коро, Курбе, Дега, Синьяка и других художников. Отдельно можно упомянуть работы испанских художников, в частности, Эль Греко, Гойи, Сурбарана и Риберы.

## Галерея
- Филипп де Шампань Портрет кардинала Ришельё
- Рафаэль Портрет молодой женщины
- Якопо Тинторетто Портрет бородача
- Эль Греко Скорбящая
- Антон ван Дейк Портрет Луиджи Каттанео-Джентиле
- Никола де Ларжильер Красавица из Страсбурга
- Лука Джордано Чудо св.Бенедикта
- Франциско де Сурбаран Святая Урсула (1650)
- Франсуа Жирардон Похищение Прозерпины
- Эжен Буден Море
- Франсуа-Луи Франсе Идиллия Дафниса и Хлои
- Алессандро Маньяско Христос на кресте и св. Франциск Ассизский
- Джованни Кариани Лютнист
- Ж.-Б.Коро У деревни Эври
- Рулант Саверей Пейзаж с животными
- Хуан Санчес Котан Розовый артишок
- Антонис ван Дейк Портрет дамы
- Питер Клас Натюрморт с крабом (1644)
- Ян Брейгель Старший Крестьянская телега
- Жак Линар Пять ощущений (1638)